# Charles Kingsley Webster
Charles Kingsley Webster, KCMG FBA (Liverpool, 25 luglio 1886 – Londra, agosto 1961), è stato un diplomatico e storico britannico.
Viene annoverato per essere stato tra i maggiori contributori nello studio della storia della diplomazia del periodo napoleonico e postnapoleonico

## Biografia
Webster studiò alla Merchant Taylors' School, Crosby e al King's College di Cambridge. Dopo aver lasciato l'Università di Cambridge, svolse l'attività di docente universitario in vari atenei tra cui Liverpool, nel Galles Harvard, Oxford e alla London School of Economics (LSE). Fu anche presidente della British Academy dal 1950 al 1954.
Oltre alla sua carriera nel mondo accademico, Webster fece parte di varie delegazioni del Foreign Office tra le quali spicca il contributo dato come membro della commissione preparatoria e assemblea generale dell'Organizzazione delle Nazioni Unite.

## Opere
- (EN)  The Congress of Vienna, 1814–1815, Londra, Foreign Office Historical Section, 1919.
- (EN) The Congress of Vienna, Oxford University Press, 1919 (with copyedit instructions, 1934),  online at Internet Archive.
- (EN) British diplomacy, 1813–1815 : select documents dealing with the reconstruction of Europe, 1921, 409p,  online at Internet Archive.
- (EN) The pacification of Europe, 1813–1815, 1922.
- (EN) The Congress of Vienna, 1814–15, and the Conference of Paris, 1919, Londra, 1923.
- (EN) The Foreign Policy of Castlereagh (1815–1822) Britain and the European Alliance, London: G. Bell and Sons, 1925,  online at Internet Archive.
- (EN) The European alliance, 1815–1825, University of Calcutta, 1929.
- (EN) What the world owes to President Wilson, Londra, League of Nations Union, 1930.
- (EN) The League of Nations in theory and practice, Londra, Allen and Unwin, 1933.
- (EN) Palmerston, Metternich and the European system, 1830–1841, Londra, Humphrey Milford, 1934.
- Editor of British diplomatic representatives, 1789–1852, Londra, 1934.
- Editor of Britain and the independence of Latin America, 1812–1830, Londra, Ibero-American Institute of Great Britain, 1938.
- (EN)  Some problems of international organisation, University of Leeds, 1943.
- Editor of Some letters of the Duke of Wellington to his brother, William Wellesley-Pole, Londra, 1948.
- (EN) The Foreign Policy of Palmerston, 1830–1841: Britain, the Liberal Movement, and the Eastern Question, 1951,  online edition of vol 2 (archiviato dall'url originale il 5 gennaio 2005).
- (EN) The art and practice of diplomacy, Londra, London School of Economics, 1952.  online (archiviato dall'url originale il 3 maggio 2012).
- (EN) British Foreign Policy since the Second World War.
- (EN) The founder of the national home, Weizmann Science Press of Israel, 1955.
- (EN) Sanctions: the use of force in an international organisation, Londra, 1956.
- (EN) The strategic air offensive against Germany, 1939–1945, Londra, Her Majesty's Stationery Office, 1961, coauthor, 3 volumes, official history.